# Roman Stanisław Ingarden

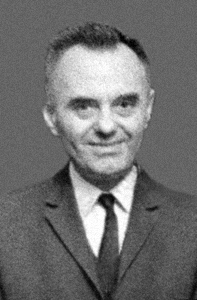
Roman Stanisław Ingarden 1969

Roman Stanisław Ingarden (* 1. Oktober 1920 in Zakopane; † 12. Juli 2011 in Krakau) war ein polnischer mathematischer Physiker und ein Sohn des Philosophen Roman Witold Ingarden.

## Leben und Karriere
1930–1936 besuchte er das 3. Staatliche Gymnasium in Lemberg, die Reifeprüfung bestand er 1938 im Kopernikus-Gymnasium in Lemberg. Er studierte Physik an der Jan-Kazimierz Universität Lemberg bei Juliusz Schauder, Stefan Banach und Hugo Steinhaus (Mathematik) sowie bei Stanisław Loria und Wojciech Rubinowicz (Physik).
Nach dem Einmarsch der sowjetischen Truppen im September 1939 studierte er weiter Physik an der nach Iwan Franko umbenannten Universität. Unter der deutschen Besatzung 1941–1944 arbeitete er in den optischen Werken der Firma Bujak, nach der Rückkehr der Sowjetarmee 1944 in den Optisch-Mechanischen Werken des Lemberger Militärbezirkes.
Nach dem Ende des Zweiten Weltkrieges wurde er nach Krakau versetzt, wo er am Lehrstuhl für Physik der neugegründeten Schlesischen Technischen Universität (Politechnika Śląska) als Assistent angestellt wurde. Gleichzeitig studierte er weiter Physik an der Jagiellonischen Universität bei Jan Weyssenhoff und Konstanty Zakrzewski. Das Magisterium bestand er in Warschau bei Wojciech Rubinowicz.
Seine wissenschaftliche Tätigkeit begann er 1945 in Krakau an der Politechnika Śląska, im selben Jahr kam er nach Breslau, wo er als Assistent am Lehrstuhl für Theoretische Physik der Universität Breslau arbeitete.
1949 bestand er sein Doktorat an der Universität Warschau bei Wojciech Rubinowicz. Der Titel seiner Doktorarbeit lautete: „Über die ideelle Abbildung des Raumes im Elektronenmikroskop“. 1954 wurde er außerordentlicher, 1964 ordentlicher Professor der physikalischen Wissenschaften.
Ab 1954 war er auch im Physikalischen Institut der Polnischen Akademie der Wissenschaften beschäftigt, wo er die Anstalt für tiefe Temperaturen in Breslau gründete.
1966 wurde er an die Nikolaus-Kopernikus-Universität Thorn berufen. 1969–1986 war er Direktor der Physikalischen Institutes der Universität, leitete 1966–1969 den Lehrstuhl für Thermodynamik und Strahlungstheorie, 1969–1986 den Lehrstuhl für theoretische Physik und 1986–1991 den Lehrstuhl für statistische Physik.
Er gründete die Zeitschriften: Reports on Mathematical Physics (1970) und Open Systems and Information Dynamics (1992), die durch die Datenbank Science Citation Index des Institute for Scientific Information erfasst werden.
Sein Aufsatz Quantum Information Theory von 1975 machte ihn zu einem Pionier der Quanteninformationstheorie. Er zeigte darin, dass die Informationstheorie von Claude Shannon nicht direkt auf quantenmechanische Systeme angewandt werden kann, aber dass es möglich ist, eine Verallgemeinerung der Shannonschen Theorie zu konstruieren, die dort angewandt werden kann.
Seit dem Studienaufenthalt in Japan 1975 galt sein Interesse neben der Physik auch der japanischen Sprache und Kultur. Er half an der philologischen Fakultät der Universität Thorn eine Werkstatt für japanische Sprache und Kultur zu gründen, wo er auch Vorträge über Japan hielt. 2002 wurde er von Kaiser Akihito mit dem Orden des Heiligen Schatzes mit den goldenen Strahlen mit Band ausgezeichnet. Sein Sohn, der Architekt Krzysztof Ingarden (* 1957) ist Ehrenkonsul von Japan in Krakau.
1966 erhielt Roman Stanisław Ingarden das Doktorat honoris causa der Nikolaus-Kopernikus-Universität Thorn.
1991 trat er in den Ruhestand.

## Quelle
- Sławomir Kalembka (red.): Pracownicy nauki i dydaktyki Uniwersytetu Mikołaja Kopernika 1945-2004. Materiały do biografii. Toruń: Wydawnictwo Uniwersytetu Mikołaja Kopernika, 2006, ss. 278–280. ISBN 83-231-1988-0